# Wat Chang Rop (Sukhothai)

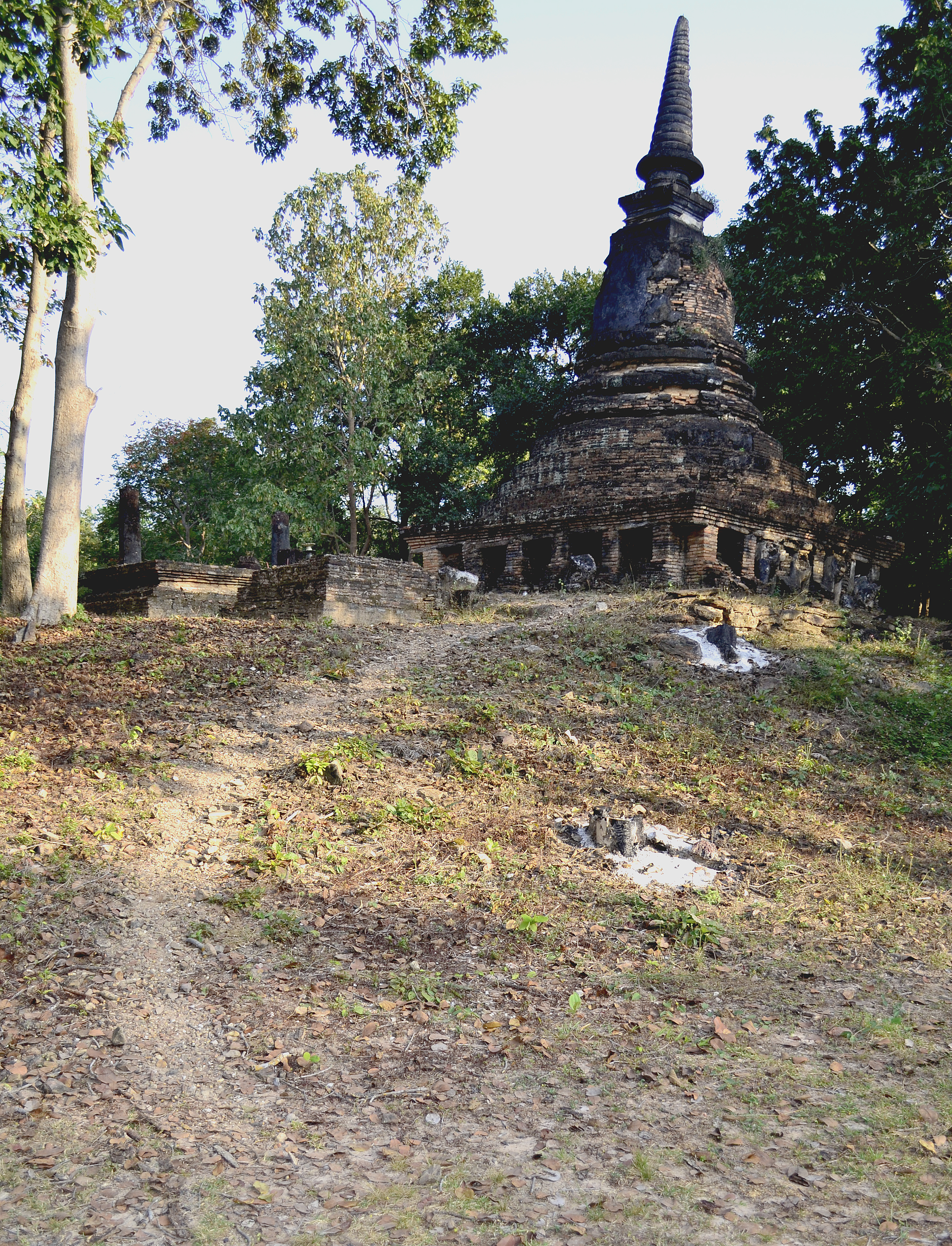
Wat Chang Rop

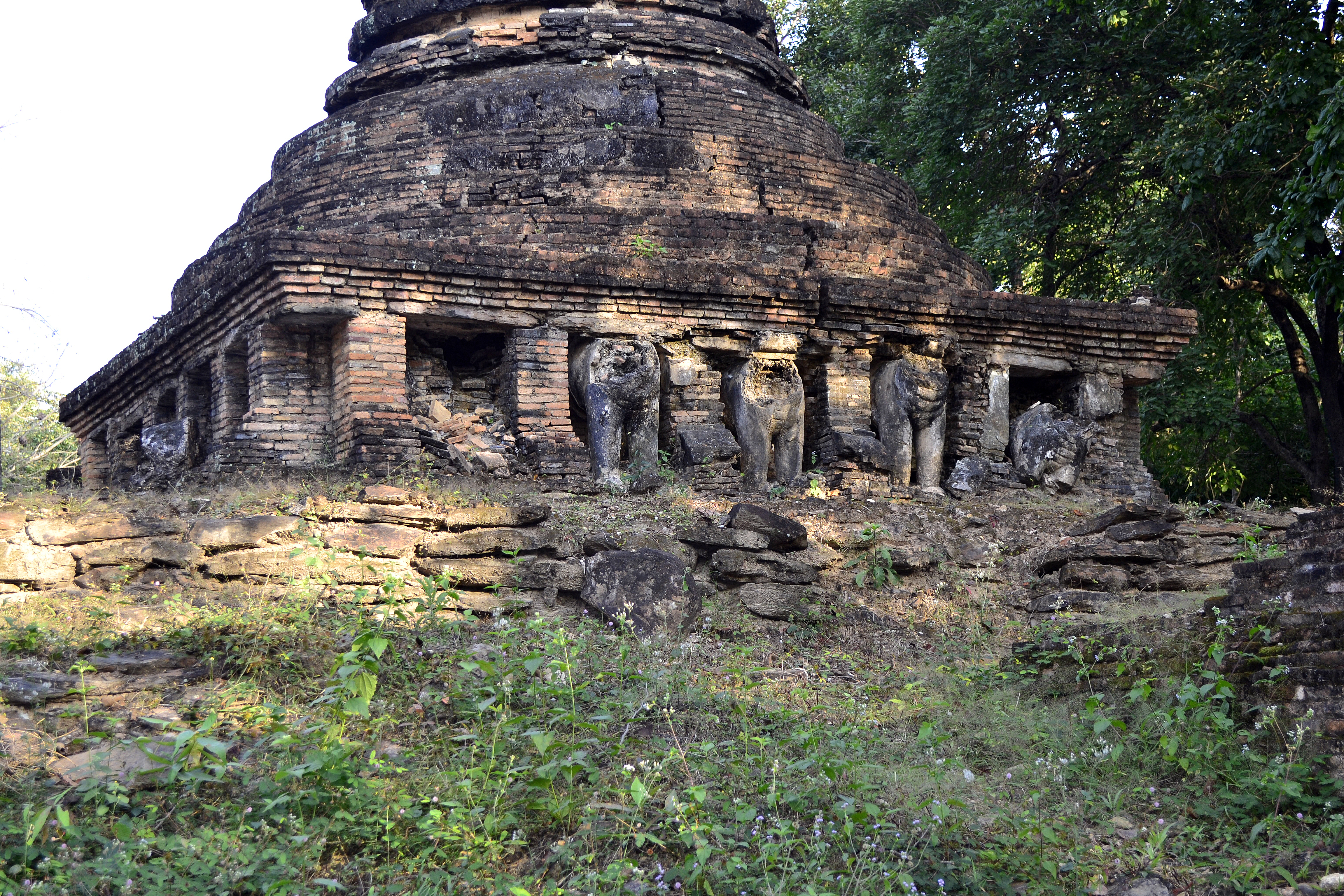
Chedi des Wat Chang Rop mit Überresten der Elefanten-Skulpturen

Von der buddhistischen Tempelanlage Wat Chang Rop (Thai วัดช้างรอบ, Kloster von Elefanten umgeben) ist nur noch die Ruine erhalten. Sie liegt in Sukhothai, Provinz Sukhothai in der Nordregion von Thailand.

## Lage
Der Wat Chang Rop ist Teil des Geschichtsparks Sukhothai, er liegt in bewaldeten Hügeln etwa zwei Kilometer (Luftlinie) westlich des O-Stadttores (ประตูอ้อ – Pratu O) außerhalb der Alten Stadt (Mueang Kao – เมืองเก่า) von Sukhothai.

## Allgemeines
Die buddhistischen Theravada-Mönche (Bhikkhus) jener Zeit lassen sich anhand ihrer Lebensweise in zwei Gruppen einteilen.
Die eine Gruppe bevorzugte es, die Lehren des Buddha, die Tipitaka zu studieren. Für sie war es zweckmäßig, in den Klöstern innerhalb der Stadt zu leben. Sie wurden darum „Stadtmönche“ (Kamawasi, พระสงฆ์คามวาสี) genannt.
Die andere Gruppe bevorzugte es, sich in Achtsamkeit zu üben und zu meditieren. Sie lebten oft in Klöstern außerhalb der Städte in ruhigen Waldgebieten (Aran – อรัญญ์) und wurden daher „Waldmönche“ (Aranyawasi – พระสงฆ์อรัญญวาสี) genannt. Sie waren die Vorbilder der späteren thailändischen Waldtradition. Da die Hügel westlich der Alten Stadt von einem lichten Wald bestanden waren, lebten hier die Waldmönche in etwa einem Dutzend, auf den Hügeln verstreuten liegenden Tempeln.

## Sehenswürdigkeiten
Der namensgebende Chedi, glockenförmig, steht auf einem großen quadratischen Sockel. An den vier Seiten des Sockels befinden sich Nischen, aus denen die vorderen Hälften von 24 Elefanten herausragen. Dieser Chedi ist wahrscheinlich der erste in Sukhothai, der den „singhalesischem Stil“ aufweist. Anregungen dazu brachte der Prinz Si Satha, der aus Mueang Rat (möglicherweise das heutige Lom Sak) stammte, von seinen Studien in Sri Lanka mit zurück.
Vor dem Chedi stehen die Überreste einer kleinen Versammlungshalle (Wihan) mit Laterit-Säulen.